# さいかい交通

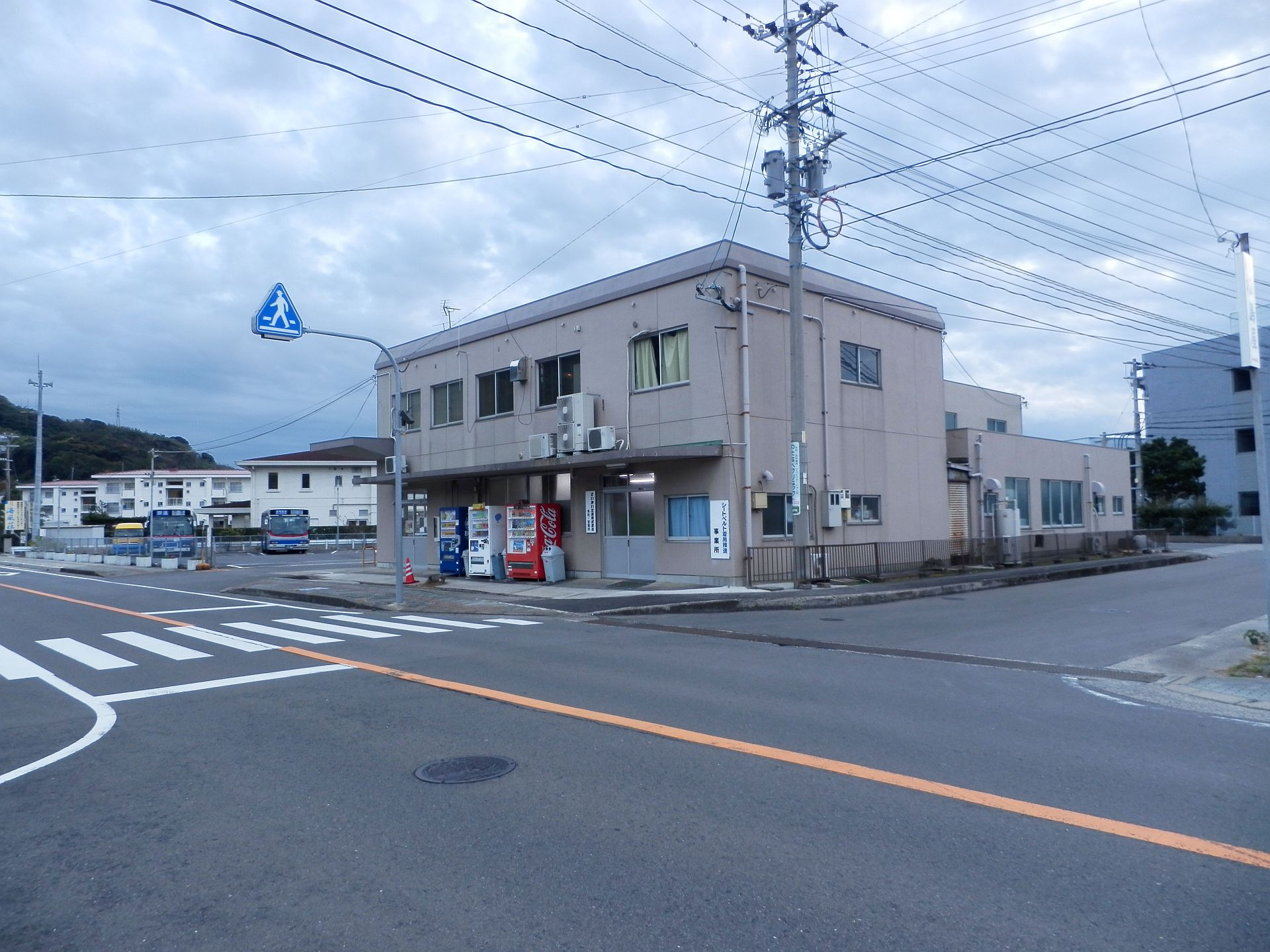
本社に停まるバスは全て右奥から進入し、社屋を回って左側から退出する

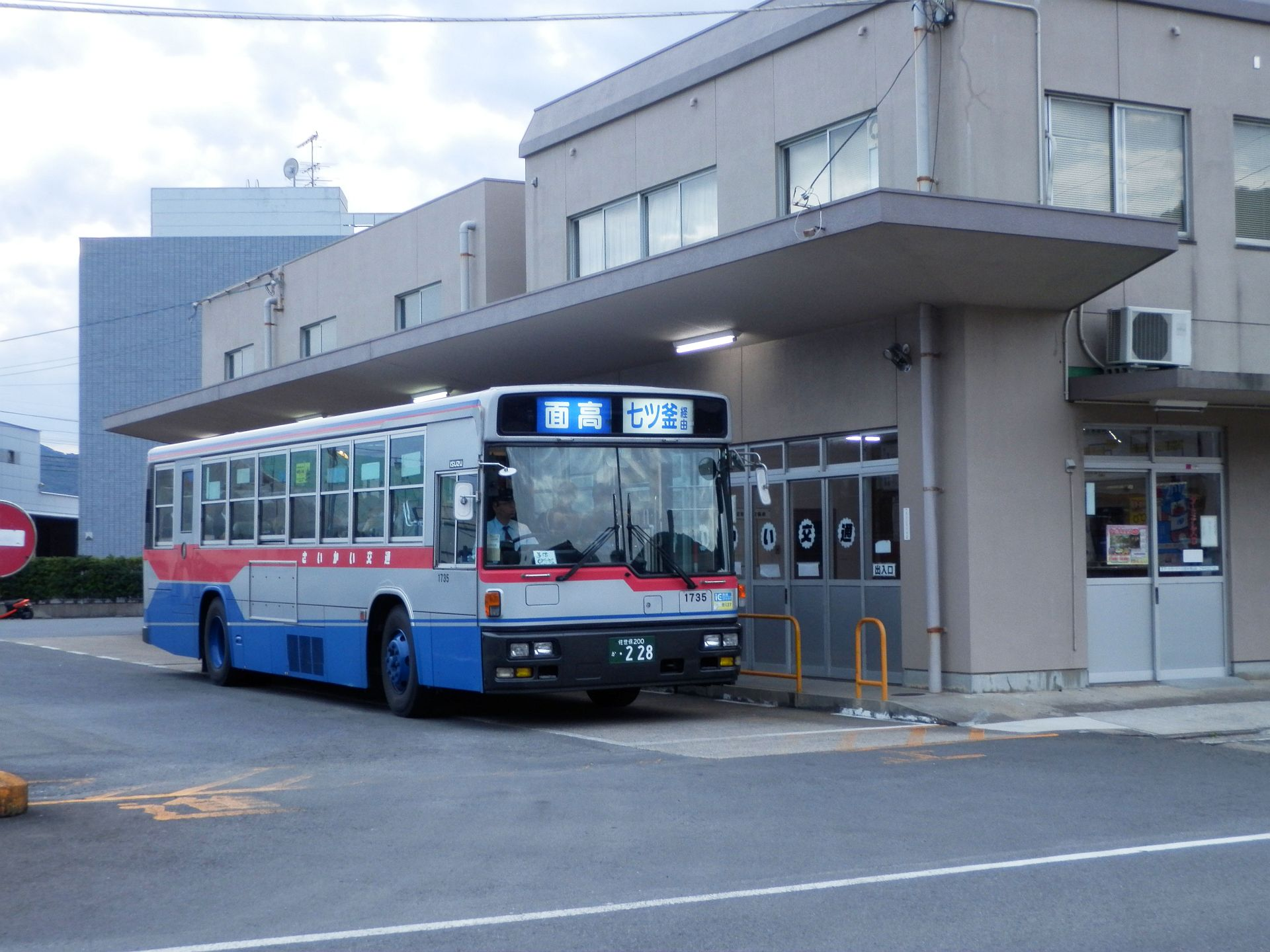
さいかい交通本社の乗降場に停車するバス

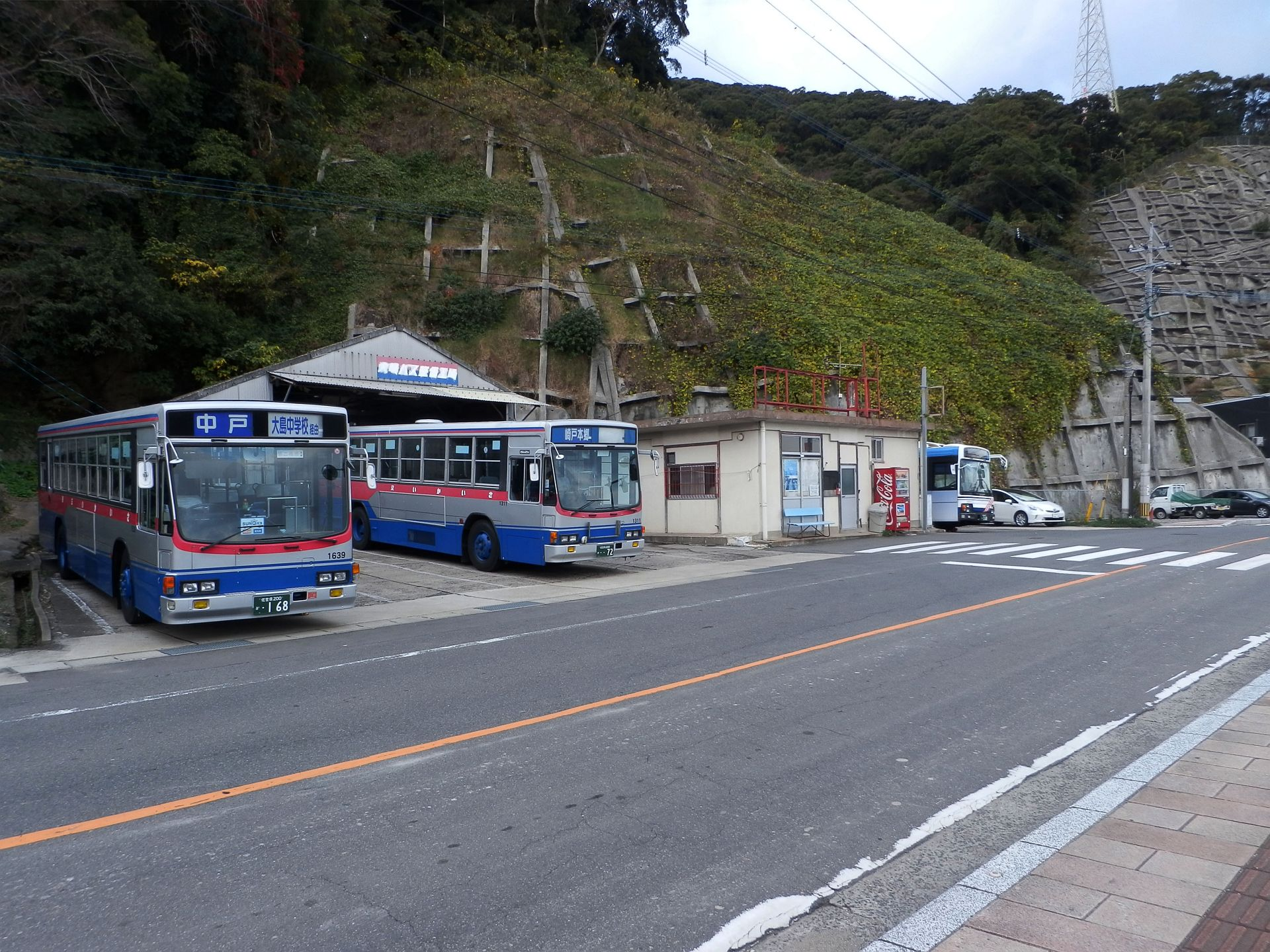
大島営業所は旧大崎バス本社営業所で、現在は乗務員駐在所という形で利用されている

さいかい交通株式会社（さいかいこうつう、Saikai-kotsu Co.,Ltd.）は、長崎県西海市にあるバス会社。長崎自動車株式会社（長崎バス）の子会社として運営されており、西海市と長崎市の旧外海町地区を主な営業エリアとし、一部の路線は長崎市中心部に乗り入れている。長崎バス瀬戸営業所を分離する形で2003年10月1日に運行を開始した。

## 概要
かつて長崎バス瀬戸営業所が管轄していた西海市大瀬戸地区や池島・松島地区は人口が減少し、バスの乗客数減少に悩まされていた。このためバスの運行継続を目的に、瀬戸営業所を子会社化する形で発足した。保有車両数は2011年3月時点で34台で、大瀬戸町瀬戸板浦郷の本社を中心に路線バスを運行している。

## 事業所所在地
本社営業所
長崎県西海市大瀬戸町瀬戸板浦郷920-10（北緯32度56分40.6秒 東経129度38分18.8秒 / 北緯32.944611度 東経129.638556度）
旧・長崎自動車瀬戸営業所の施設を本社として利用しており、本社内に窓口を有した待合所がある。営業所の建屋に隣接して整備工場を有する。バス停は「板の浦」を名乗っている。
大島営業所
長崎県西海市大島町字馬込1616（北緯33度2分33.7秒 東経129度37分22.6秒 / 北緯33.042694度 東経129.622944度）
旧・大崎自動車本社営業所。施設は乗務員駐在所および車庫として利用されており、大島・崎戸地区のバス運行の拠点である。なお同所は営業所と呼ばれてはいるが、待合所や窓口は存在しない。

## 沿革
- 1956年（昭和31年）11月1日：長崎バス瀬戸営業所開設[4]。
- 1957年（昭和32年）2月10日：長崎バス崎戸営業所開設[4]。
- 1960年（昭和35年）5月30日：池島でのバス路線の運行を開始[5]。
- 1960年（昭和35年）10月：崎戸営業所を大島に移転、大島営業所となる[4]。
- 1969年（昭和44年）5月26日：大島営業所を瀬戸営業所に統合。大島出張所になる[4]。
- 1974年（昭和49年）2月：瀬戸営業所を現在地に移転[4]。
- 1981年（昭和56年）6月：松島でのバス路線の運行を開始[4]。
- 1987年（昭和63年）8月18日：大島出張所を分社化し大崎自動車株式会社を設立[6]。
- 2003年（平成15年）6月24日：瀬戸営業所を分社化しさいかい交通株式会社を設立（設立当初の社名は西彼杵交通株式会社）[6][7]。
- 2004年（平成16年）10月1日：さいかい交通が大崎自動車を吸収合併[6]。
- 2005年（平成17年）1月：池島線を長崎市コミュニティバスに転換。
- 2015年（平成27年）4月：松島線を西海市コミュニティバスに転換。
- 2015年10月1日：長崎バスとともに乗合バスの運賃改定が行われる[8][9]。
- 2019年（令和元年）9月16日：エヌタスTカードサービス開始。
- 2019年（令和元年）12月27日：この日をもって長崎スマートカードサービス終了。
- 2020年（令和2年）2月16日：SUGOCA、nimocaなどの全国相互利用サービスに対応した交通系ICカードが利用可能になる[10]。
- 2024年（令和6年）10月：西海市コミュニティバス松島線の廃止により松島での運行から撤退（後述）。

## 一般路線

### 現行路線
西海市の西彼杵半島（旧長崎バスエリア）と隣接する長崎市の旧外海町地区、西海市の旧大島町・旧崎戸町（いずれも旧西彼杵郡、旧大崎バスエリア）、離島の池島（旧西彼杵郡外海町、現長崎市）の3つに区分される。
西彼杵半島では、主に本社営業所がある板の浦（大瀬戸町瀬戸板浦郷）を発着地とし半島西部の海岸沿いを南下して旧外海町を経由し、長崎市三重地区の桜の里ターミナル・長崎市中心部の長崎新地ターミナル（現新地中華街）を結ぶ路線と、板の浦をはじめ半島西側五島灘（角力灘）沿いの樫の浦（大瀬戸町瀬戸樫浦郷）・太田和（西海町太田和郷）周辺及び西海橋と、半島東側大村湾沿いの大串（西彼町大串郷）周辺を起・終点とし、その両地区を結ぶ路線が運行されている。この他、沿線にある学校の通学範囲にあわせた路線、長崎市コミュニティバスとして旧外海町の神浦地区と黒崎地区において沿岸部と山間部を結ぶ路線も運行されている。
国道202号長崎市三重町の樫山町入口の交差点より北部と、国道206号西彼町大串郷の大串交差点より北部、および接続する長崎県道12号はさいかい交通の単独路線である。国道202号長崎市三重町の石原停留所より長崎市中心部方面と、大串より国道206号を南下し、さいかい交通が路線を保有する二股（西彼町喰場（じきば）郷）までは長崎バスとの共有路線であり、停留所標柱は長崎バスと共同で使用し、通過時刻は長崎バスの時刻表に表示されている。なお、時刻表にはさいかい交通の運行便であるという特別な表示はなく長崎バス同様に表示されている。
大島・崎戸（蛎浦島、崎戸島）の島内では佐世保への高速船航路と大島造船所があり人口が集中している大島北部を中心にダイヤが組まれており、主に大島北西部の西大島を経て南端の大崎高校を結ぶ路線と、東部の県道15号を経由して中戸大橋を通り崎戸町蛎浦地区を経て崎戸島の本郷を結ぶ路線が運行されている。
西彼杵半島地区と大島・崎戸地区ではそれぞれ独立したダイヤが組まれ、大島大橋線が両エリアを繋ぐ形で運行される。

#### 板の浦 - 桜の里ターミナル - 長崎新地中華街線
直行便
17番系統（新地中華街行き）、100番系統（板の浦行き）
- 板の浦 - 樫の浦 - 白浜 - 塚堂 - 神の浦 - 出津 - 道の駅（文学館入口） - 石原 - 桜の里ターミナル - 漁港通り - 道開 - 畝刈 - 上床 - 道の尾 - 住吉 - 大橋 - ココウォーク茂里町 - 長崎駅前 - 大波止 - 新地中華街

かつて山口吉郎右衛門という人物の会社が瀬戸 - 時津線として運行していた路線である。1941年（昭和16年）に長崎バスが買収し、長崎バスの運行路線となった。買収後は長崎バスにより長崎 - 時津 - 瀬戸の経路で運行されていた。1965（昭和40）年頃の滑石トンネル開通に伴い、経路が滑石・畝刈経由に変更され、所要時間も短縮された。長距離路線であり、大瀬戸、外海地区住民の長崎市中心部への通勤通学の時間帯を中心に直通運行される。沿線の神の浦地区（長崎市神浦江川町周辺）・出津地区（長崎市東出津町、東出津町）には集落内に停留所があり、原則として国道202号の橋梁（新神浦橋、出津橋）を通らず集落内の旧国道を通る。
接続便
- 板の浦 - 樫の浦 - 白浜 - （西彼杵高校前） - 塚堂 - 神の浦 - 出津 - 道の駅（文学館入口） - 石原 - 桜の里ターミナル（ - 漁港通り - 道開 - 畝刈 - 光風台車庫）
- 桜の里ターミナル - 漁港通り - 道開 - 畝刈 - 寺川内 - 道の尾 - 住吉 - 大橋 - ココウォーク茂里町 - 長崎駅前 - 大波止 - 新地中華街（長崎バス桜の里営業所運行）

接続便は板の浦 - 新地中華街線（直行便）を分割したダイヤで、桜の里 - 板の浦間を1時間に1便程度、直行便か接続便のいずれかによって運行される。新地中華街発桜の里ターミナル行き（長崎バスの桜の里営業所運行）は行き先表示に「板の浦行き連絡」が併記される。また、板の浦行き接続便以外の桜の里ターミナル行きと区別するため、2025年4月16日から板の浦行が従来の1番系統から100番系統に改められた。
ほとんどの便が桜の里ターミナルにおいて一部乗客が乗り継ぎすることを前提としたダイヤ編成になっており、先発便の桜の里到着後に接続便の板の浦行きあるいは新地中華街行きが発車する。一部の便は西海市大瀬戸町瀬戸西濱郷の西彼杵高校前を経由し、桜の里ターミナル、または光風台車庫まで延伸して運行する。直行便同様、神の浦・出津地区においては集落内の旧国道を運行するが、桜の里ターミナル発板の浦行きの1便のみ集落内を経由せず、国道202号上に設けられたバス停（出津橋、新神浦橋）を経由する。

#### 板の浦 - 大串線
- 樫の浦 - 板の浦 - 板の浦トンネル - 柳 - 太田和港 - 横瀬 - 水の浦 - 西海橋東口 - 大串
- 板の浦 - 樫の浦 - 白浜 - 下山（したやま） - 白藤橋 - 大串

西彼杵半島西部の西海市役所の本庁がありさいかい交通の本社営業所がある西海市大瀬戸町の中心部（板の浦、樫の浦）と、西彼杵半島東部の西海市西彼町大串を結ぶ路線で、西彼杵半島北部を一周できる環状線である。
大きく2つのルートに分けられ、大瀬戸ショッピングセンター前の樫の浦（大瀬戸町瀬戸樫浦郷）から国道202号沿いの集落を経由しながら西彼杵半島の北部を回り西海橋東口（佐世保市針尾東町）を経て大串（西海市西彼町大串郷）を結ぶ路線（横瀬経由）と、さいかい交通本社営業所の板の浦（大瀬戸町瀬戸板浦郷）から樫の浦を通り白浜（大瀬戸町瀬戸西濱郷）から西彼杵半島を横断して大串を結ぶ路線（下山経由）がある。大串からは長崎バスの路線も発着しているが方向が完全に異なっている。
西海町地域では明治末期から大正初期頃まで乗り合い馬車が陸上交通の手段であったとされる。自動車交通になったのは1912年（昭和4年）頃であり、共益自動車が時津 - 大串間および大串 - 太田和間で路線バスの運行を開始した。また、西彼杵半島一円は長彼自動車という事業者運行も路線バスの運行を行っていた。1940年（昭和15年）11月4日に長崎バスが長彼自動車、翌年には共益自動車を買収し、長崎バスが西彼杵半島で路線バスを運行するようになった。ただし戦時体制により1944年（昭和19年）2月に運休、本格的な運行開始は横瀬経由が1952年（昭和27年）、下山経由が1953年（昭和28年）となる。
一部地区を経由しない便や、大瀬戸地区と西海町太田和地区、大串を起点として一部区間を運行する便もあるなど運行系統は多岐にわたる。
また平日のみの運行で本数は少ないものの、太田和港より南下し古子（西海町太田和郷）から川内波止場（西海町川内郷）まで半島を横断する県道43号を通行し、西海橋東口や二股（学休日は大串）を結ぶ路線（瀬川木場線）、西海総合支所前から西海中学校前を経て丹納を通る路線（江里経由）、面高から西海町石田地区を経て西海総合支所へ通る路線（石田経由）なども運行されている。環状的な路線でもあるため通学時間帯を中心に発着地を板の浦や樫の浦、大串に固定せず、校内に設置された停留所（大瀬戸中学校前、西彼中学校前）や西彼農業高校の最寄である二股（西彼町喰場郷）まで延伸し通学区域に合わせて運行する便もある。
横瀬経由便の経路上にある柳口バス停には、一時期近隣住民によりとなりのトトロの人形が設置されていた。

#### 早岐線
- 二股 - 大串 - 小迎 - 西海橋東口 - 早岐田子の浦

西海橋経由佐世保線が廃止された現在、早岐まで足を伸ばす唯一の路線である。西彼農業高校の授業形態にあわせ運行されており、時刻表には一切の記載がないが、西海市の資料や路線図などで運行されていることが確認できる。

#### 大島大橋線
- 太田和港 - 太田和 - 大島大橋公園前 - 製作所前 - 馬込桟橋 - 第二桟橋
- 樫の浦 - 板の浦 - 太田和港 - 大島大橋公園前 - 製作所前 - 大島営業所前

大島大橋を通り西彼杵半島地区と大島・崎戸地区を結ぶ路線。大島大橋が開通した翌日1999年（平成11年）11月12日運行開始。
太田和地区を発着する便については、通勤時間帯を中心に大島造船所の就業日にあわせて運行する便があり太田和港ではなく太田和を始発とする便や、造船所最寄の馬込桟橋前発着する便、また馬込桟橋前を経由して第二桟橋桟橋を発着する便がある。昼間便は馬込桟橋を経由せずに第二桟橋を発着する。

#### 大島・崎戸地区の路線
- 黒瀬農協 - 馬込桟橋前 - 大島営業所前 - 第二桟橋 - 製作所前 - 真砂町 - 間瀬 - 徳万 - 大崎高校 - 中戸 - 蛎浦桟橋 - 高峰 - 崎戸本郷
- 黒瀬農協 - 馬込桟橋前 - 大島営業所前 - 第二桟橋 - 製作所前 - 大島郵便局前 - 西大島 - 中戸 - 大崎高校 - 徳万 - 間瀬 - 真砂町 - 製作所前 - 第二桟橋 - 大島営業所前 - 馬込桟橋前 - 黒瀬農協前

大島北部を中心に大島東側の長崎県道15号を南下、中戸から中戸橋を渡り蛎浦島の旧崎戸町中心部を経て崎戸島の崎戸本郷を結ぶ路線（大島崎戸線）と、北西部の西大島を経て南部の大崎高校を結ぶ路線（西大島線）をメインとして運行している。
かつて大島と蛎浦島・崎戸島は渡し船で両島を行き来していたが、1952年（昭和27年）に大島と蛎浦島・崎戸島を結ぶ中戸橋が架設され、これを機に住民が路線バスを要望。1957年（昭和57年）2月10日よりバスの運行を開始した。主に大島営業所前 - 崎戸本郷間を運行しているが、黒瀬農協前や馬込桟橋前、経由地においては、一部において真砂町を経由せずに大島郵便局前を経由する便、蛎浦桟橋から延伸した浅間町、高峰から延伸した東山を経由する便、高速船発着地の第二桟橋を経由しない便も運行されている。
西大島線は大島北部から百合が岳を越え北西部の西大島地区を経て南部の大崎高校を結ぶ路線を運行しており、朝夕は大島東側の長崎県道15号を通って島内を一周する循環する路線が運行されている。主に黒瀬農協前を発着する便が運行されているが、便によって大島営業所前、馬込桟橋前を発着する便、第二桟橋を経由しない便も運行されている。

### 長崎市コミュニティバス
扇山線・牧野黒崎線・池島線の3路線を運行している。詳細は当該項を参照。

## 廃止路線

### 一般路線
- （市内急行）本社前 - 大波止 - 長崎駅前 - 茂里町 - 大橋 - 住吉 - 道の尾 - 上床 - 畝刈 - 道開 - 漁港通り - 石原 - 出津 - 神の浦 - 樫の浦 - 板の浦
  - 板の浦 - 長崎新地中華街線のうち2往復は長崎市内の主要区間を急行として運転し、出津・神の浦地区では集落内には入らず、国道202号上の専用バス停を使用し、また車両も急行用車両としてハイバックシートを装備した専用車や貸切格下げ車が使用されていた。2002年3月廃止。

- （急行）佐世保バスセンター - 早岐田子の浦 - 西海橋東口 - 小迎 - 大串 - 白藤橋 - 下山 - 樫の浦 - 板の浦
  - 西海橋経由佐世保線として運行されていた路線であった。2002年3月廃止。

- 本社前 - 大波止 - 長崎駅前 - 茂里町 - 大橋 - 住吉 - 道の尾 - 時津 - 西海 - 県民の森
  - 毎年4月～10月の土休日のみ、1日1往復運行されていた（廃止時期不明）。

- 板の浦 - 樫の浦 - 大瀬戸中学校 - 塚堂 - 岳集会所
  - 学休日運休路線であり、実質的な大瀬戸中学校のスクールバスだった。2025年4月16日のダイヤ改正で廃止[25]。
- 板の浦 - 樫の浦 - 下山 - 白藤橋 - 幸物（こうぶつ）
  - 下山経由大串線のうち、白藤橋から分岐して西彼杵半島内陸部の雪浦幸物郷に向かう支線。末期は平日のみ1日1往復運行され、さらに幸物側を基準としてダイヤが組まれているため、板の浦方面からバスを利用してその日のうちに幸物まで往復することはできなかった。2025年4月16日のダイヤ改正で廃止[25]。

### 西海市コミュニティバス松島線
- 内浦 - 釜浦桟橋前 - 診療所前 - 西泊 - 瀬戸畑 - 太田

長崎バス松島線として1981年（昭和56年）、地域住民の要望に基づき運行開始。炭鉱は既に閉山していたが、松島火力発電所運転開始に伴う地域活性化の兆しが見えたことにより乗り入れが決断された。中型バス1台によって運行されていた。
2015年4月からは西海市のコミュニティバスに移管され、4月8日に出発式が行われた。しかしその後運転士の確保が困難になったことで減便を余儀なくされ、代わって暫定的に乗合公用車が運行されることとなった。
2024年10月のダイヤ改正で廃止され、松島よかとこ運輸部（自家用有償運送）へ運行移管された。移管に当たってはそれまでバスが運行されていなかった島西側の太田 - 内浦間が延長され、島内循環路線となっている。

## 乗車カード
エヌタスTカードが利用可能。
また、交通系ICカード全国相互利用サービス対応のカードもチャージは出来ないが利用は可能。

## 車両
メーカーは主に日野・いすゞで、ほとんどが長崎バスから移籍した車両（もしくは大崎自動車から引き継がれた車両）を使用している。車体デザインや基本的な機材・内装も長崎バスとほぼ同じ状態で使用され、車両番号も長崎バスと合わせた通し番号が用いられる。長崎バスとの違いは社名表示の「さいかい交通」と、佐世保ナンバー（長崎バスの車両は長崎ナンバー）などである。日野車のうち2台は先述の市内急行の専用車として導入され、座席はハイバックシートを装備してカラーリングも白基調に塗られるなど、他車とは仕様が異なっている。
平成22年1月に車椅子乗降用スロープ板を装備した中型ワンステップバスの新車が3台導入され、大島・崎戸地区など人口の少ない地区を中心に運行されている。
行き先表示は瀬戸営業所及び大崎自動車から引き継がれた車両は方向幕で、新製車である中型バスや近年長崎バスから移籍してきた車両にはLED表示になっている。令和6年4月1日からは長崎バスの車両のLED表示器交換に伴い、さいかい交通所属のLED表示器も同様に交換されている。